# Jessica Fernández
Jessica Fernández (19 de julio de 1979, en México) fue una tenista mexicana profesional que ganó 3 títulos profesionales, uno de singles y dos de dobles y ha sido una de las pocas mexicanas que han logrado ganar la Copa Mundial Juvenil Yucatán

## Títulos (3)

### Individuales (1)
| Títulos por superficie |
| Dura (1)               |
| Tierra batida (0)      |
| Hierba (0)             |
| Moqueta (0)            |

| N.º | Fecha               | Torneo             | Superficie | Oponente en la final            | Resultado   |
| --- | ------------------- | ------------------ | ---------- | ------------------------------- | ----------- |
| 1.  | 13 de marzo de 1994 | Cuernavaca, México | Dura       | Silvia Schenck (Estados Unidos) | 2-6 7-5 6-3 |

### Finalista en individuales (2)
| - 1994: Ciudad de México (perdió contra Karin Palme) - 1997: Ciudad de México (perdió contra Gail Biggs) |

### Resultados en el Grand Slam (individuales)
| Torneo          | 1998  | 1999 | 2000 | 2001 | 2002   |  |
| --------------- | ----- | ---- | ---- | ---- | ------ |  |
| Australian Open | -     | -    | -    | -    | Q-R128 |  |
| Roland Garros   | -     | -    | -    | -    | -      |  |
| Wimbledon       | -     | -    | -    | -    | Q-R128 |  |
| US Open         | Q-R64 | -    | -    | -    | -      |  |

### Dobles (02)
| N.º | Fecha                   | Torneo                         | Pareja                     | Oponentes en la final                                   | Resultado |
| --- | ----------------------- | ------------------------------ | -------------------------- | ------------------------------------------------------- | --------- |
| 1.  | 25 de junio de 1995     | Toluca, México                 | Lucila Becerra (México)    | Tracy Hiete (Estados Unidos) y Renata Kolbovic (Canadá) | 6-4 6-4   |
| 2.  | 26 de noviembre de 1995 | Curacao, Antillas Neerlandesas | Cornelia Grunes (Alemania) | Giana Gutiérrez (Colombia) y Nina Nittinger (Alemania)  | 6-2 6-1   |